# Пасти, Маттео де
Маттео де Пасти (итал. Matteo de' Pasti, ок. 1412, Верона, Венето — 1468, Римини, Эмилия-Романья) — итальянский художник периода кватроченто эпохи Возрождения. Скульптор, архитектор, живописец-миниатюрист, медальер и ювелир. Работал в Римини при дворе герцога Сиджизмондо Малатеста.
Маттео де Пасти с 1420-х годов начинал своё обучение в боттеге (мастерской) Пизанелло в Вероне. Между 1444 и 1445 годами сотрудничал с Джорджо д’Алеманья в Вероне и Ферраре. Работая с Пизанелло, которому он помогал в качестве скульптора-медальера в тех же городах, в 1446 году последовал за ним в Римини. В этом городе при дворе герцога Сиджизмондо Малатеста, сурового воина, поэта и покровителя художников, он создал свои лучшие медали с профильными портретами самого герцога, Изотты дельи Атти, Гуарино Веронезе, Тимотео Маффеи, Леона Баттиста Альберти.
Его деятельность в качестве архитектора проходила в Римини в период реконструкции (1446—1468) средневековой церкви Сан-Франческо, позднее названной по имени правящей династии «Храмом Малатесты» (Темпио Малатестиано). Маттео де Пасти отвечал за закупку необходимых материалов, проектирование внутренних капелл, а позднее и внешнего убранства, согласно общему проекту Леона Баттисты Альберти. Многие работы он выполнял в сотрудничестве с Агостино ди Дуччо, поэтому атрибуция отдельных рельефов и орнаментов затруднена.
В 1461 году Сиджизмондо Малатеста отправил Маттео в Стамбул для работы при дворе султана Мехмеда II. Но скульптору не удалось добраться до Турции, поскольку он был арестован венецианскими властями на Крите по подозрению в шпионаже.
Особенный интерес представляет медаль по рисунку Маттео де Пасти, отчеканенная в 1450 году, на реверсе которой изображён храм Малатесты с огромным куполом, согласно первому проекту Альберти, который не был осуществлён.

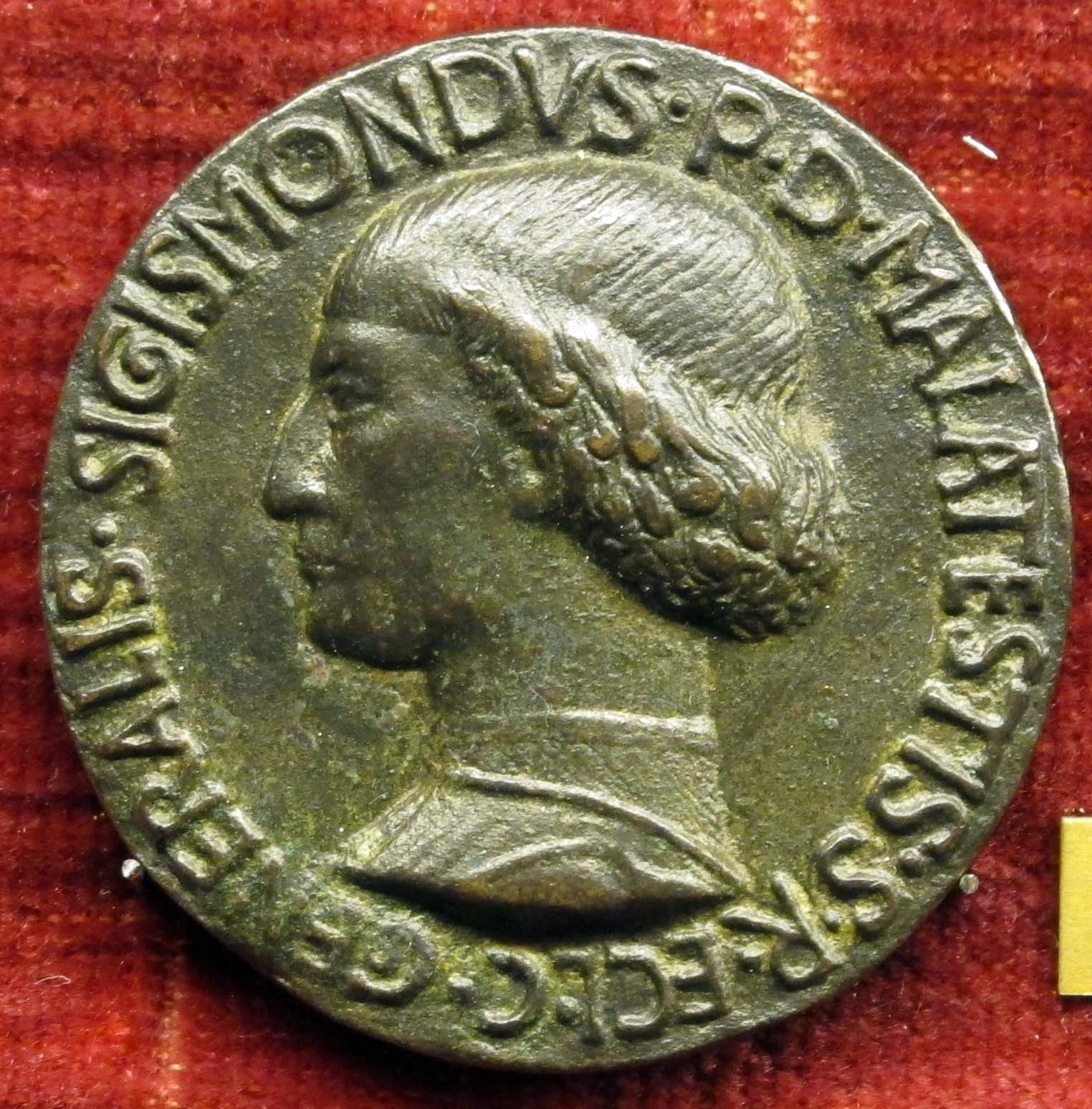
Mедаль с профилем герцога Сиджизмондо Малатеста. 1446. Аверс
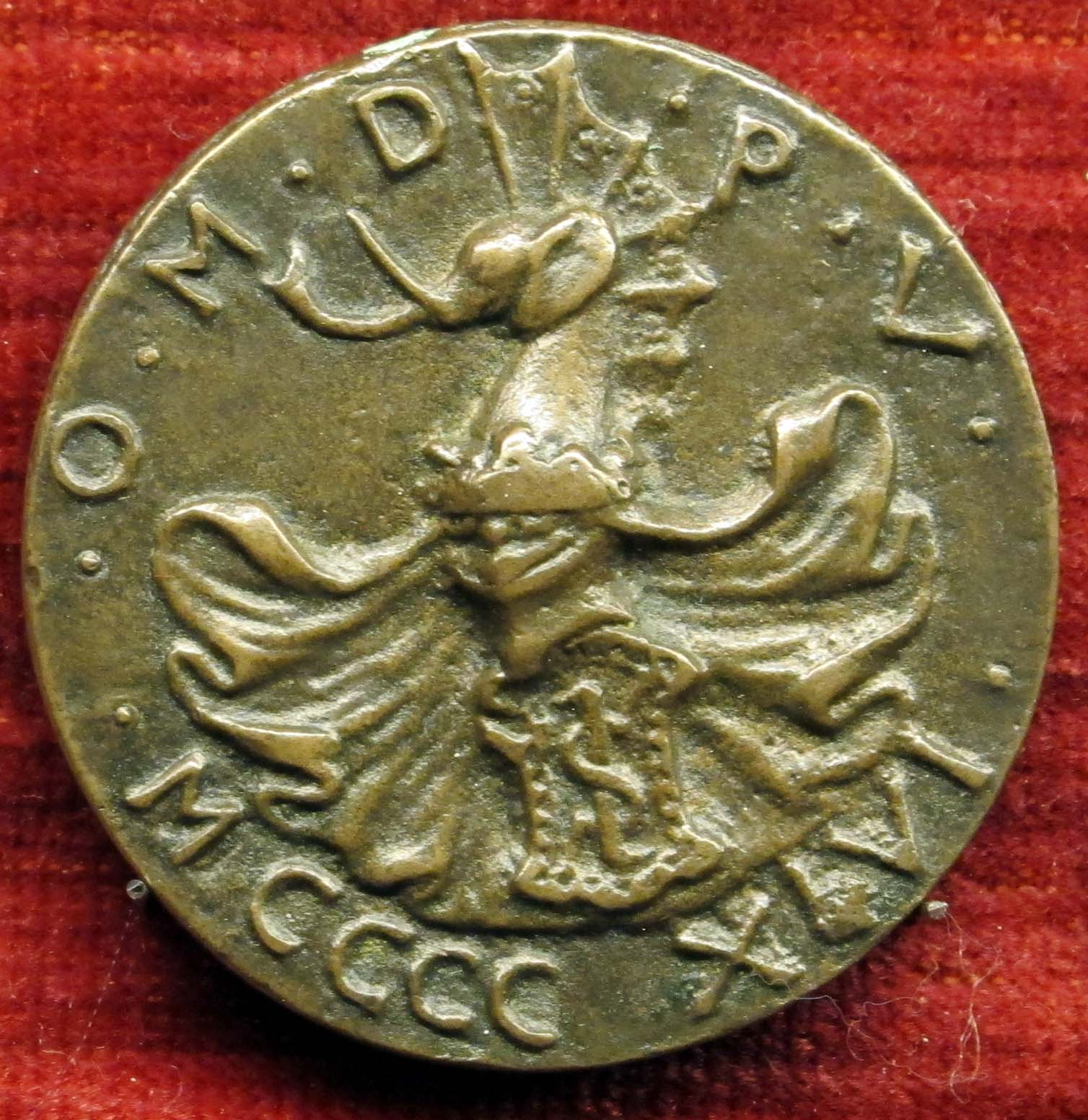
Mедаль Сиджизмондо Малатеста. 1446. Реверс
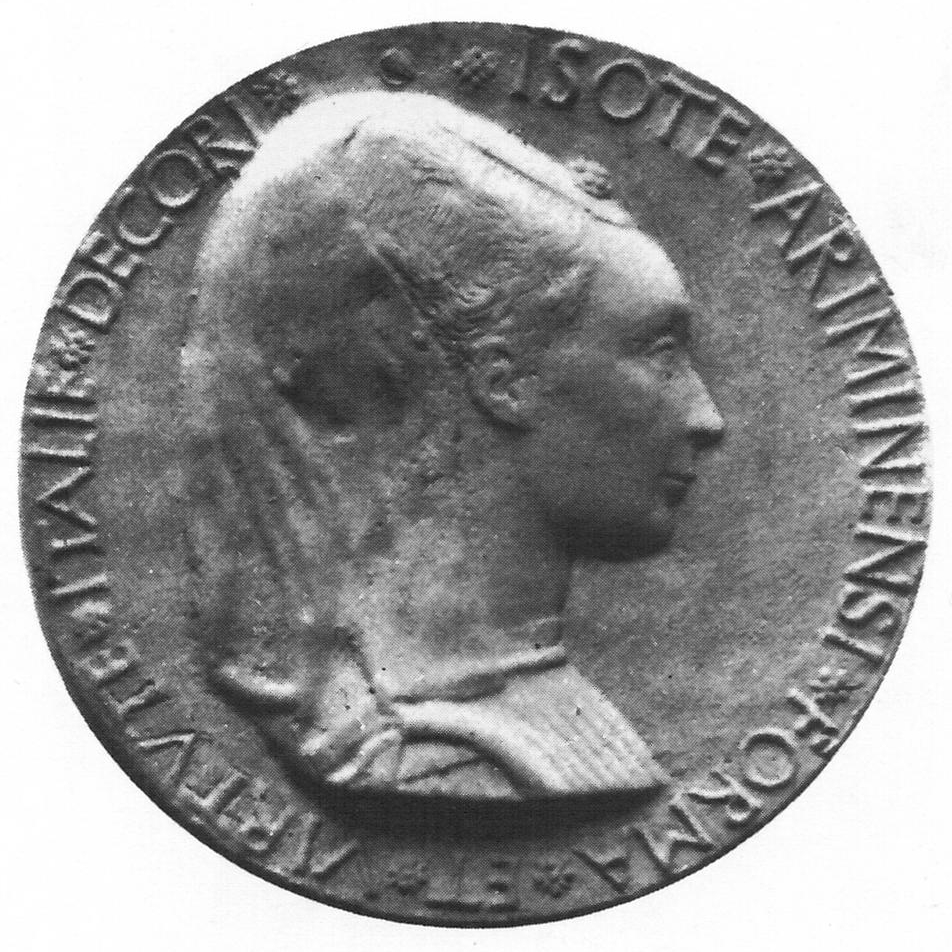
Медаль с изображением Изотты дельи Атти. 1446
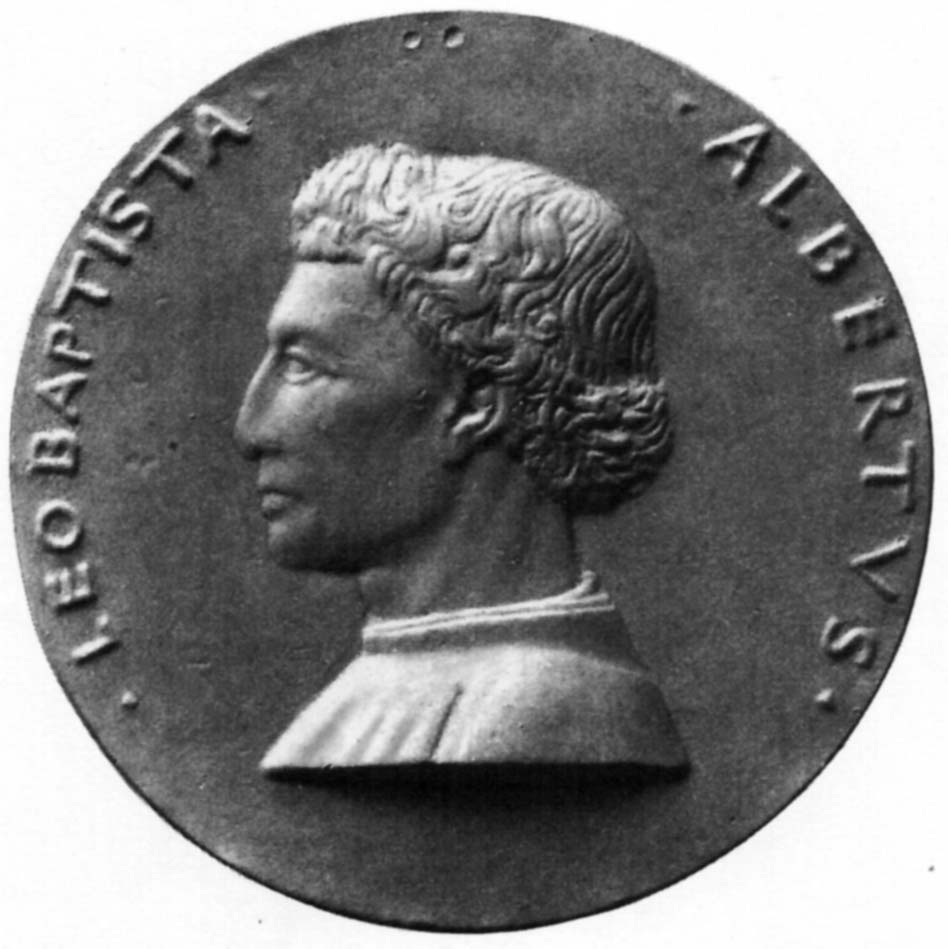
Медаль с профилем архитектора Леона Баттисты Альберти. 1446—1450
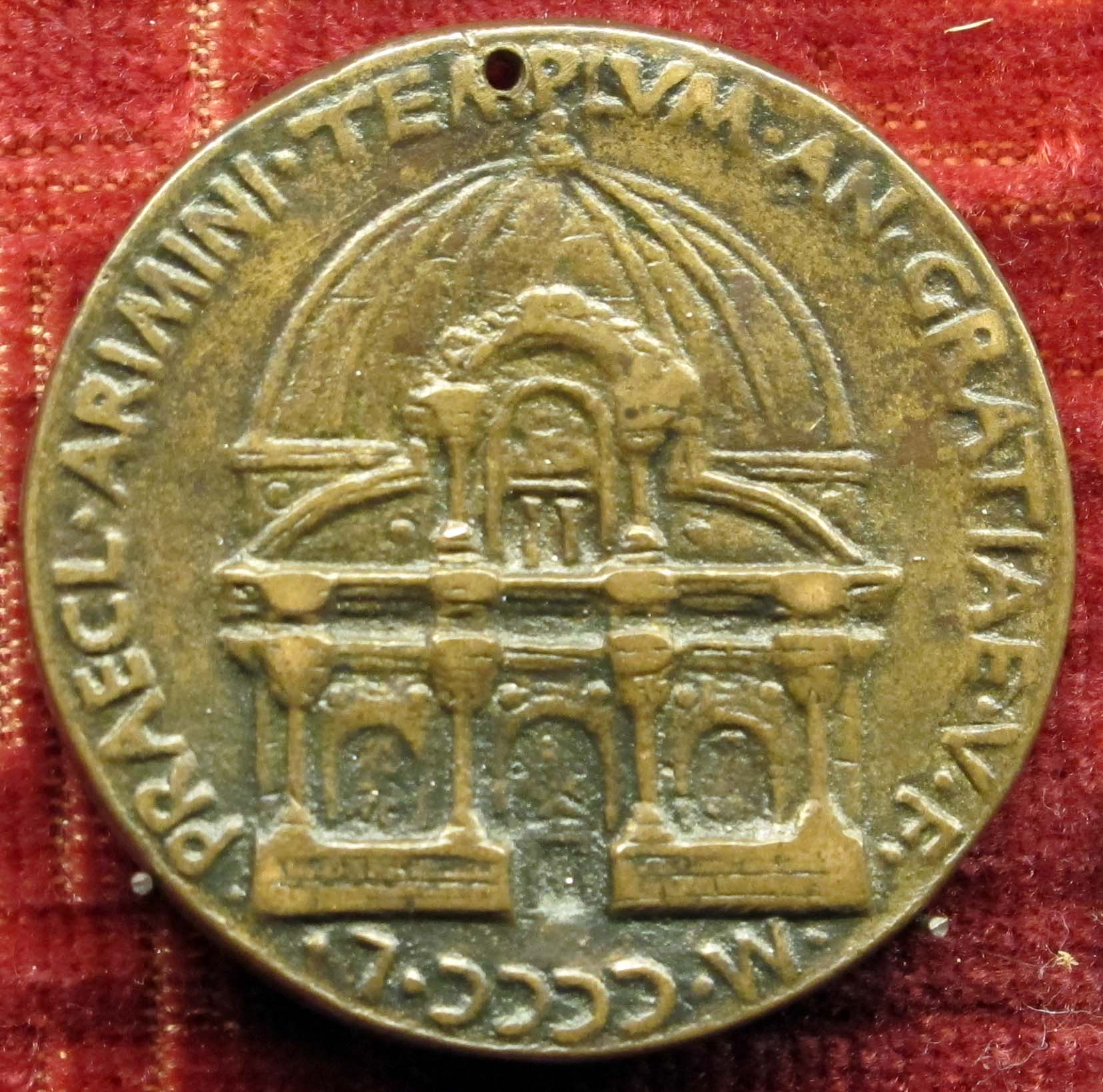
Mедаль с профилем герцога Сиджизмондо Малатеста. 1450. Реверс: Темпио Малатестиано